# 貝塚駅 (福岡県)
貝塚駅（かいづかえき）は、福岡県福岡市東区箱崎七丁目にある福岡市交通局（福岡市地下鉄）・西日本鉄道（西鉄）の駅である。福岡市交通局の駅番号はH07、西日本鉄道の駅番号はNK01。
福岡市地下鉄の箱崎線と西鉄の貝塚線が乗り入れる。福岡市交通局の管区駅長所在駅で、貝塚管区駅として当駅 - 中洲川端間の箱崎線全駅を管理しているが、JR西日本中国メンテック福岡支店が駅業務を受託する業務委託駅である。
福岡市地下鉄の駅のシンボルマークは福岡市出身のグラフィックデザイナー、西島伊三雄がデザインしたもので、茶色の巻貝。これは駅名の「貝」に因んだもので、中央の渦巻きは交通のポイントを表している。

## 歴史
- 1935年（昭和10年）2月4日：箱崎松原 - 名島間に農科裏信号所を設置。
- 1950年（昭和25年）4月20日：西鉄多々良駅として駅昇格。なお、所在地は当時存在した糟屋郡多々良町ではない。
- 1954年（昭和29年）3月5日：競輪場前駅に改称（駅前に福岡競輪場が開設されたことによる）。新博多（旧・西鉄博多、のちの千鳥橋） - 競輪場前間に西鉄福岡市内線が乗り入れ。
- 1962年（昭和37年）11月1日：福岡競輪場の廃止により、貝塚駅に改称。
- 1979年（昭和54年）2月10日：西鉄福岡市内線廃止に伴い、千鳥橋 - 貝塚間が廃止。
- 1983年（昭和58年）9月12日：地下鉄2号線の駅名決定。仮称は「貝塚公園駅」であった。
- 1985年（昭和60年）8月30日：津屋崎方に160m移転[3]。
- 1986年（昭和61年）11月12日：福岡市地下鉄2号線（箱崎線）が開業[4]。
- 2004年（平成16年）7月1日：福岡市地下鉄の駅が業務委託駅となる[5]。
- 2009年（平成21年）3月7日：福岡市地下鉄改札でICカードはやかけんの利用開始。
- 2010年（平成22年）3月13日：貝塚線改札でnimoca導入、福岡市地下鉄・西鉄貝塚線双方の改札でnimoca・はやかけん・SUGOCA・Suicaの相互利用開始。
- 2011年（平成23年）3月2日：地下鉄貝塚駅に駅ナンバリングを導入。
- 2017年（平成29年）2月1日：西鉄貝塚駅に駅ナンバリングを導入[6]。

## 駅構造
箱崎線・貝塚線それぞれ島式ホーム1面2線を有する地上駅。改札口を挟んで両線の乗り場が向かい合う形であり、段差なしでの乗り換えが可能となっている。

### のりば
| 福岡市交通局 |                    |                                |      |
| のりば       | 路線               | 行先                           | 備考 |
| 1・2         | 福岡市地下鉄箱崎線 | 中洲川端・天神・西新・姪浜方面 |      |
| 西日本鉄道   |                    |                                |      |
| のりば       | 路線               | 行先                           | 備考 |
| 1・2         | ■西鉄貝塚線        | 千早・香椎・和白・新宮方面     |      |

昼間は地下鉄が箱崎線ホームの1番線、西鉄は貝塚線ホームの2番線から発車することが多い。

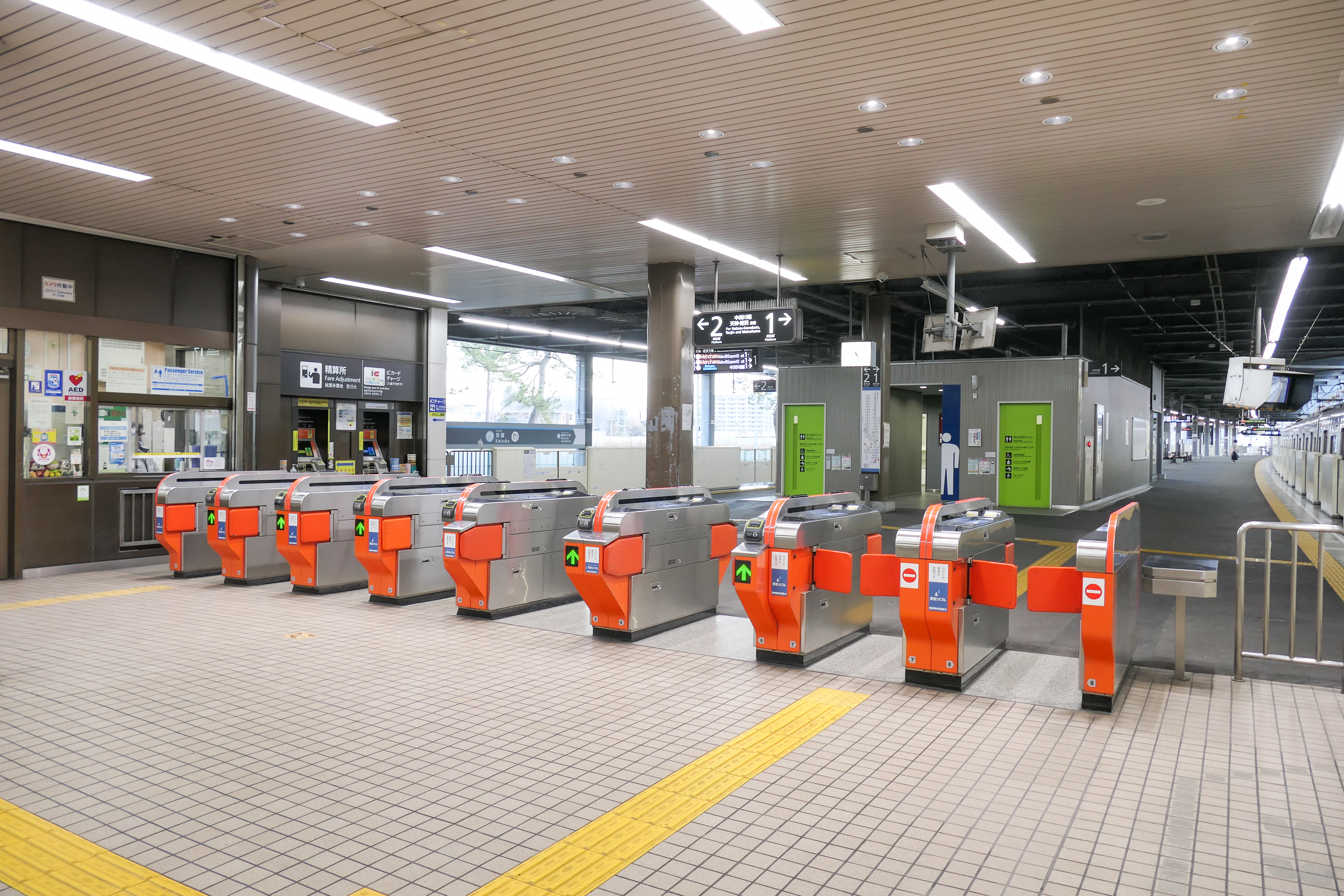
福岡市交通局の改札口（2022年12月）
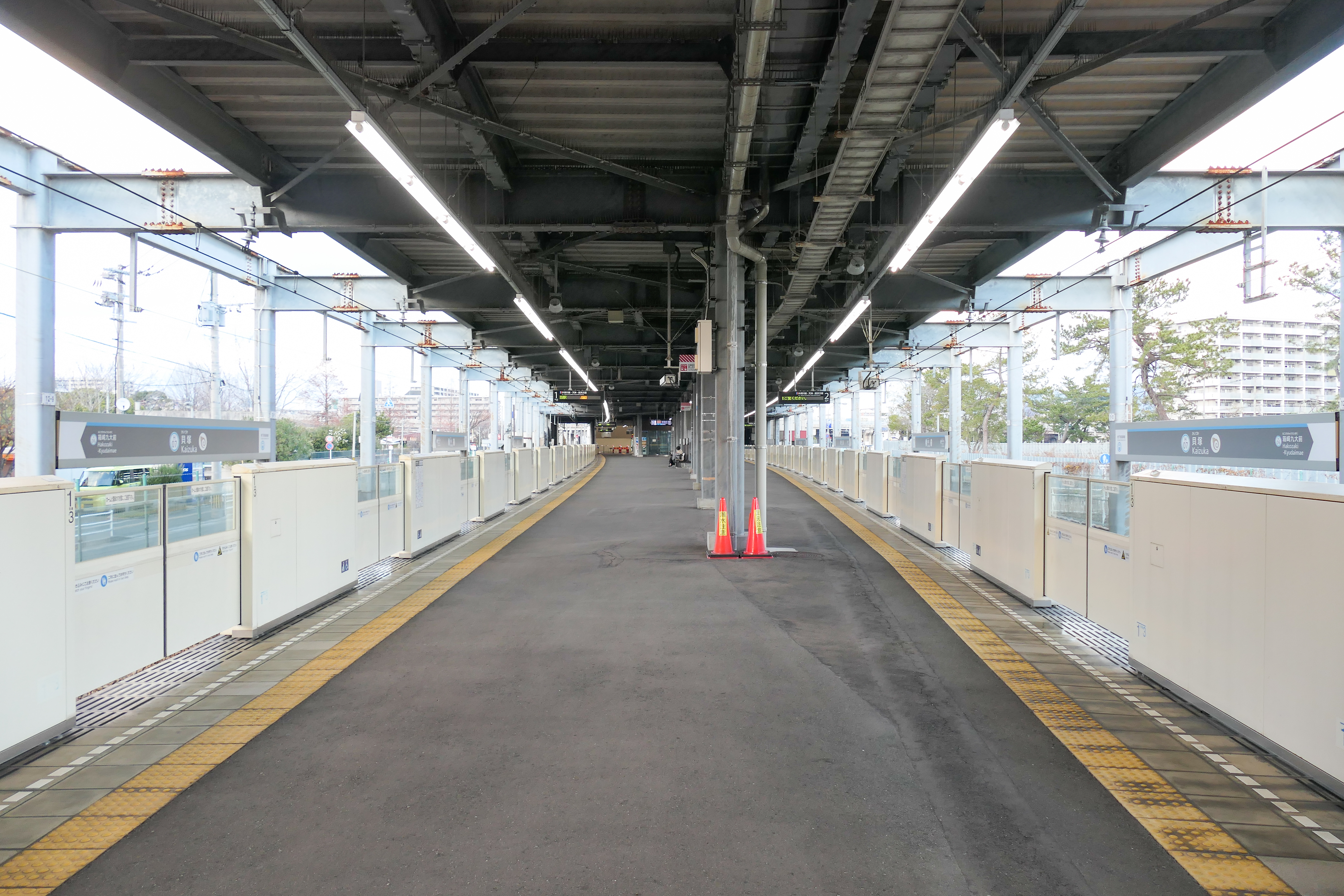
福岡市交通局のホーム（2022年12月）
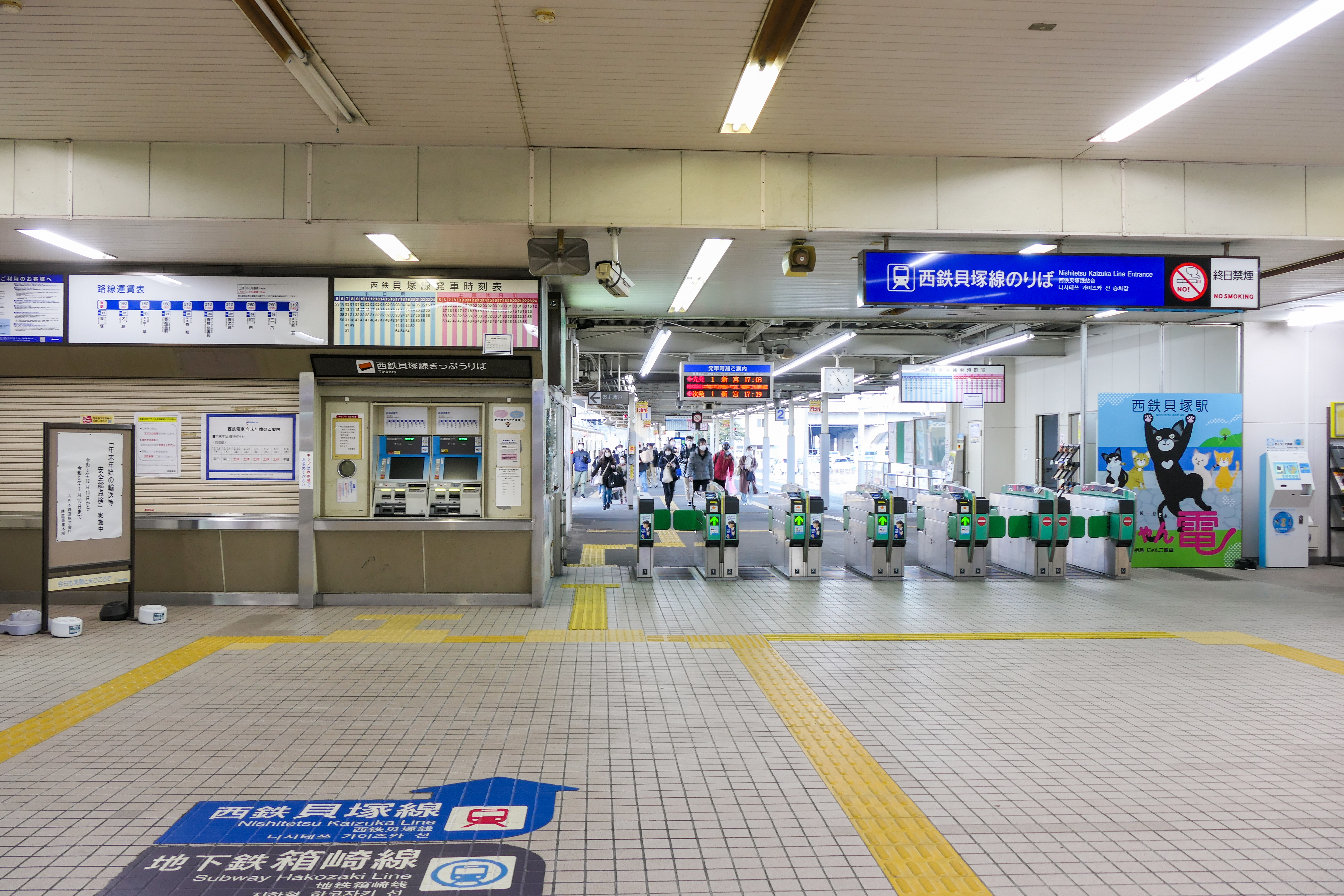
西日本鉄道の改札口（2022年12月）
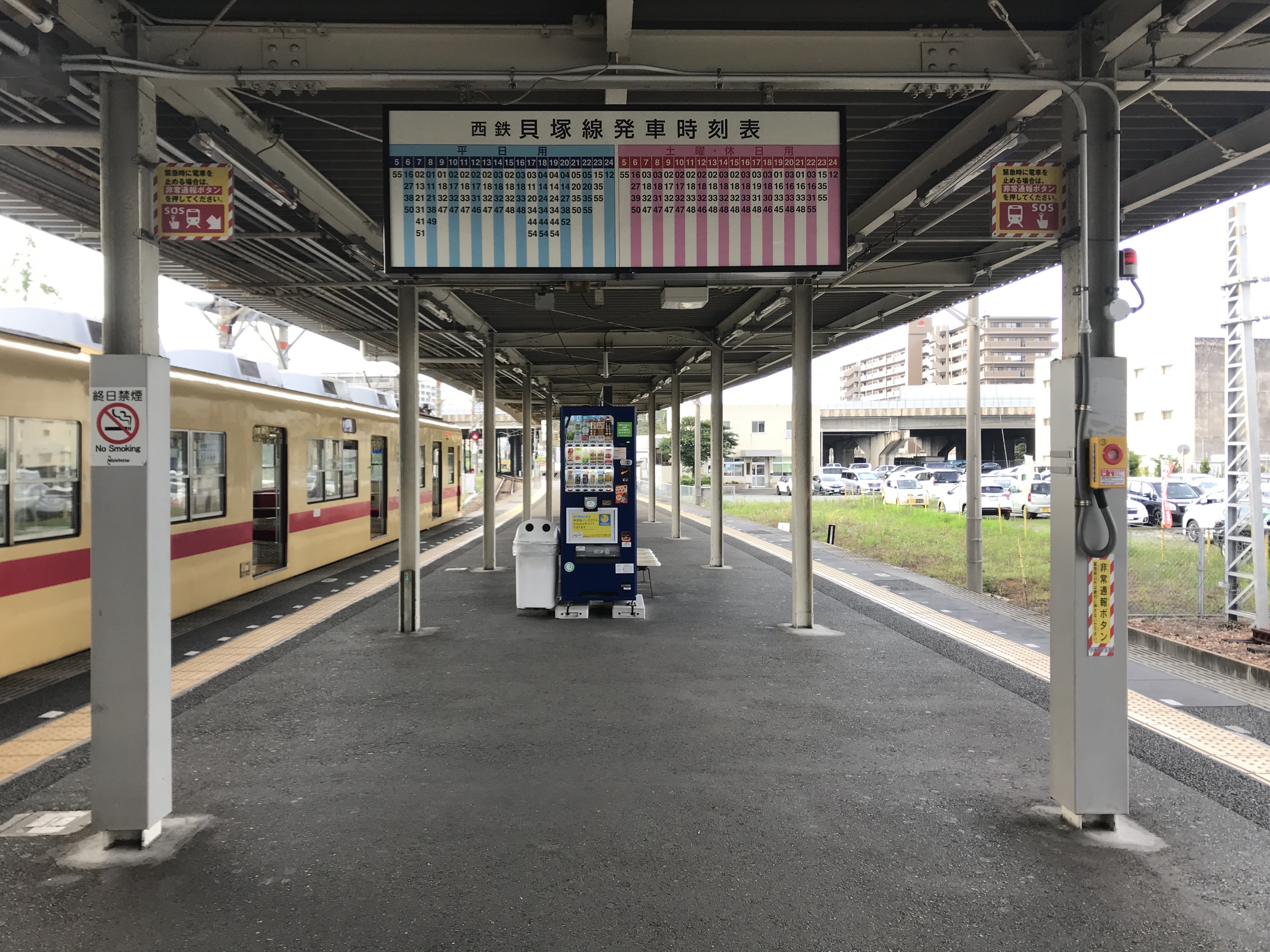
西日本鉄道のホーム（2020年7月）

### 駅舎など
出入口は東側と西側に2か所ずつ、合計4か所あり、一部の出入口にはエレベーターが設置されている。地上駅であるが地上から直接出入りすることはできず、一度2階通路を経由する必要がある。
両線の改札口は駅中央にあり、地下鉄と西鉄の改札口が向かい合って設置されている。地下鉄・西鉄の自動券売機はそれぞれ別の場所に設置されており、地下鉄の券売機はタッチパネル式、西鉄の券売機はボタン式である。地下鉄・西鉄とも改札口に自動改札機を設置している。地下鉄の定期券売り場は橋上部分にある。
地下鉄側コンコースにはかつて売店があったが閉店したのち、現在では「セブン-イレブン福岡市地下鉄貝塚駅店」が設置されている。西鉄側コンコースにはかつて西鉄グループのうどん店「やりうどん」があったが2008年に閉店。
西鉄貝塚線ホーム北側には、貝塚電車営業所ならびに多々良車両基地がある。貝塚線ホーム1番線横に、3.5キロポストが存在するが、これは千鳥橋基点時の名残である。

## 利用状況
- 福岡市交通局 - 2023年度の1日平均乗車人員は6,700人であり[10]、箱崎線内では1番多い。
  - 上記の値には西日本鉄道からの乗継人員を含まない。西日本鉄道からの1日平均乗継人員は3,689人であり、これらを合算した1日平均乗車人員は10,389人となる。
- 西日本鉄道 - 2024年度の1日平均乗降人員は17,093人である[11]。西鉄の駅としては第9位で[12]、西鉄天神大牟田線以外の駅では最も多い。[13]。
  - 上記の値には福岡市交通局との乗継人員を含む。

近年の1日平均乗降・乗車人員は下表のとおりである。
| 年度               | 西日本鉄道       | 西日本鉄道       | 福岡市交通局    | 福岡市交通局    | 福岡市交通局    |
| 年度               | 1日平均 乗降人員 | 1日平均 乗車人員 | 1日平均乗車人員 | 1日平均乗車人員 | 1日平均乗車人員 |
| 年度               | 1日平均 乗降人員 | 1日平均 乗車人員 | 乗車人員        | 乗継人員        | 合計            |
| ------------------ | ---------------- | ---------------- | --------------- | --------------- | --------------- |
| 1996年（平成08年） | 18,452           | 9,321            |                 |                 |                 |
| 1997年（平成09年） | 18,162           | 9,200            |                 |                 |                 |
| 1998年（平成10年） | 17,562           | 8,871            |                 |                 |                 |
| 1999年（平成11年） | 17,189           | 8,697            |                 |                 |                 |
| 2000年（平成12年） | 16,636           | 8,441            |                 |                 |                 |
| 2001年（平成13年） | 16,142           | 8,211            | 4,288           | 4,876           | 9,164           |
| 2002年（平成14年） | 15,542           | 7,795            | 3,988           | 5,078           | 9,066           |
| 2003年（平成15年） | 14,738           | 7,372            | 3,846           | 4,561           | 8,407           |
| 2004年（平成16年） | 13,097           | 6,953            | 3,700           | 4,215           | 7,915           |
| 2005年（平成17年） | 13,633           | 6,816            | 3,775           | 4,135           | 7,910           |
| 2006年（平成18年） | 13,658           | 6,830            | 3,873           | 4,046           | 7,919           |
| 2007年（平成19年） | 12,292           | 6,148            | 3,830           | 3,807           | 7,637           |
| 2008年（平成20年） | 12,567           | 6,285            | 3,980           | 3,959           | 7,939           |
| 2009年（平成21年） | 12,321           | 6,162            | 4,241           | 3,861           | 8,102           |
| 2010年（平成22年） | 12,455           | 6,227            | 5,227           | 3,271           | 8,498           |
| 2011年（平成23年） | 12,522           | 6,262            | 5,560           | 3,100           | 8,660           |
| 2012年（平成24年） | 13,012           | 6,057            | 5,930           | 3,139           | 9,069           |
| 2013年（平成25年） | 13,806           | 6,904            | 6,338           | 3,141           | 9,479           |
| 2014年（平成26年） | 14,312           | 7,216            | 6,446           | 3,121           | 9,567           |
| 2015年（平成27年） | 15,088           | 7,544            | 6,841           | 3,228           | 10,069          |
| 2016年（平成28年） | 15,722           | 7,860            | 7,037           | 3,513           | 10,550          |
| 2017年（平成29年） | 16,195           | 8,096            | 7,257           | 3,598           | 10,855          |
| 2018年（平成30年） | 16,508           | 8,255            | 7,276           | 3,686           | 10,962          |
| 2019年（令和元年） | 16,924           | 8,462            | 7,365           | 3,782           | 11,147          |
| 2020年（令和2年）  | 13,568           |                  | 5,281           | 3,171           | 8,452           |
| 2021年（令和3年）  | 14,622           |                  | 5,610           | 3,321           | 8,931           |
| 2022年（令和4年）  | 16,071           |                  | 6,433           | 3,542           | 9,975           |
| 2023年（令和5年）  | 16,561           |                  | 6,700           | 3,689           | 10,389          |
| 2024年（令和6年）  | 17,093           |                  |                 |                 |                 |

## 駅周辺
貝塚駅周辺には貝塚団地をはじめとするマンションが多く立ち並び、住宅が中心の地域となっている。現在は九州大学箱崎キャンパスの跡地を中心に貝塚駅周辺土地区画整理事業が進められており、地域の再開発が進行中である。
- JR鹿児島本線 - 当駅東側を地下鉄・西鉄に並行して通っており、当駅周辺の千早駅 - 箱崎駅間に貝塚新駅（仮称）を設置する予定である[15][16][17]。2027年頃に開業予定[18][19]。
- 国道3号 - 当駅西側を地下鉄・西鉄に並行して通る。
- 宇美川 - 当駅東側を流れ、駅北東部で多々良川に合流する。
- 博多臨港線 福岡貨物ターミナル駅 - 当駅西側。
- 都市高速粕屋線 - 当駅北側で西鉄の線路をオーバークロスする。駅北西に貝塚出入口がある。
- 流通センター通り - 都市高速粕屋線に並行し、当駅北側で西鉄の線路をオーバークロスする。
- 九州大学箱崎地区跡地 - 当駅から隣の箱崎九大前駅までの間の一帯がキャンパスとなっており、農学部・文系キャンパスは箱崎九大前駅より当駅が近かった。2018年秋に一部を残して伊都キャンパスに移転。
- 貝塚交通公園 - 駅前西側にある交通公園で、福岡競輪場跡地にある。地下鉄駅の仮称駅名の由来。
- 福岡県東警察署
- 福岡市立箱崎中学校
- 福岡市立東箱崎小学校
- コカ・コーラボトラーズジャパンホールディングス本店
- ベッセルホテル福岡貝塚 - 旧スリープイン福岡貝塚。国道3号沿いにあるビジネスホテル。
- 貝塚病院
- タラソ福岡
- 福岡市東部水処理センター
- 福岡市臨海3Rステーション
- マンガ倉庫 箱崎店

### バス路線
2022年3月19日現在の路線（太字は終点停留所）
西鉄バス 貝塚駅バス停
- ■■ 20
  - 貝塚駅 - 築港口 - 石城町 - 天神 - 薬院駅前 - 桜坂 - 六本松 - 鳥飼三丁目 - 地行 - 福岡タワー（TNC放送会館）

※ほかに駅西側の国道3号上に「貝塚」バス停が、駅東側に「月見町」バス停がある。　

## その他
- 地下鉄1000系電車の一部には、かつて仮称である「貝塚公園」行の方向幕が装備されていた車両もあった。

## 廃止路線
1979年2月10日まで、宮地岳線は当駅よりさらに西方の千鳥橋まで運行していた。当駅 - 千鳥橋は、1954年3月5日に複線化、改軌（標準軌）、600Vに降圧され、福岡市内線に編入された（貝塚線）。ただし、正式には宮地岳線のままであった。千鳥橋方面の駅構内は頭端式2面3線のホームで、津屋崎方面とは背中合わせの形態であった。津屋崎方面へは貝塚車庫への出入庫線があった。福岡市内線（貝塚線）廃止後、解体撤去された。

## 隣の駅
福岡市交通局
 箱崎線
箱崎九大前駅 (H06) - 貝塚駅 (H07)
西日本鉄道
■貝塚線
貝塚駅（NK01） - 名島駅（NK02）

### 廃止路線
西日本鉄道
■福岡市内線貝塚線（廃止）
九大中門 - 貝塚